# Liste der Bodendenkmale im Salzlandkreis

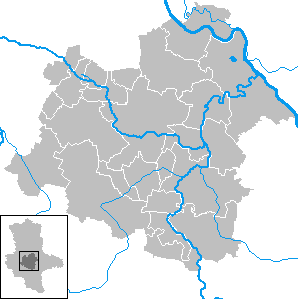
Karte des Salzlandkreises

In der Liste der Bodendenkmale im Salzlandkreis sind die Bodendenkmale im Salzlandkreis aufgeführt. Grundlage der Einzellisten sind die in den jeweiligen Listen angegebenen Quellen.
Diese Liste ist eine Teilliste der Liste der Bodendenkmale in Sachsen-Anhalt.
Die Kulturdenkmale sind in der Liste der Kulturdenkmale im Salzlandkreis erfasst.

## Aufteilung
Wegen der großen Anzahl von Bodendenkmalen im Salzlandkreis ist diese Liste in Teillisten nach den Städten und Gemeinden aufgeteilt.
| Gemeinde/ Stadt   | Bodendenkmalliste                                   | Wappen | Lage | Bild eines Bodendenkmals |
| ----------------- | --------------------------------------------------- | ------ | ---- | ------------------------ |
| Alsleben (Saale)  | Liste der Bodendenkmale in Alsleben (Saale)         |        |      |                          |
| Aschersleben      | Liste der Bodendenkmale in Aschersleben             |        |      |                          |
| Barby             | Liste der Bodendenkmale in Barby                    |        |      |                          |
| Bernburg (Saale)  | Liste der Bodendenkmale in Bernburg (Saale)         |        |      |                          |
| Bördeaue          | Liste der Bodendenkmale in Bördeaue                 |        |      |                          |
| Börde-Hakel       | Liste der Bodendenkmale in Börde-Hakel              |        |      |                          |
| Bördeland         | Liste der Bodendenkmale in Bördeland                |        |      |                          |
| Borne             | Liste der Bodendenkmale in Borne (bei Staßfurt)     |        |      |                          |
| Calbe (Saale)     | Liste der Bodendenkmale in Calbe (Saale)            |        |      |                          |
| Egeln             | Liste der Bodendenkmale in Egeln                    |        |      |                          |
| Giersleben        | Liste der Bodendenkmale in Giersleben               |        |      |                          |
| Güsten            | Liste der Bodendenkmale in Güsten                   |        |      |                          |
| Hecklingen        | Liste der Bodendenkmale in Hecklingen               |        |      |                          |
| Ilberstedt        | Liste der Bodendenkmale in Ilberstedt               |        |      |                          |
| Könnern           | Liste der Bodendenkmale in Könnern                  |        |      |                          |
| Nienburg (Saale)  | Liste der Bodendenkmale in Nienburg (Saale)         |        |      |                          |
| Plötzkau          | Liste der Bodendenkmale in Plötzkau                 |        |      |                          |
| Schönebeck (Elbe) | Liste der Bodendenkmale in Schönebeck (Elbe)        |        |      |                          |
| Seeland           | Liste der Bodendenkmale in Seeland (Sachsen-Anhalt) |        |      |                          |
| Staßfurt          | Liste der Bodendenkmale in Staßfurt                 |        |      |                          |
| Wolmirsleben      | Liste der Bodendenkmale in Wolmirsleben             |        |      |                          |